# Gabriela Andělová
Gabriela Andělová (Pelhřimov, 21 marzo 1996) è una cestista ceca.

## Carriera
Con la Rep. Ceca ha disputato i Campionati europei del 2021 e del 2023.